# إيمي ويليامز (تنس)
إيمي ويليامز (بالإنجليزية: Amy Williams)‏ هي لاعبة كرة مضرب أمريكية. حققت الوصافة أربع مرات في البطولة الأمريكية للتنس اثنتان منها في الزوجي واثنتين في الزوجي المختلط.

## النهائيات

### الزوجي

#### الوصافة (2)
| السنة | البطولة           | الشريك         | المنافس                      | النتيجة         |
| 1894  | البطولة الأمريكية | أنابيلا ويستار | هيلين هيلويج جولييت أتكينسون | 4–6, 6–8, 2–6   |
| 1895  | البطولة الأمريكية | إليزابيث مور   | هيلين هيلويج جولييت أتكينسون | 2–6, 2–6, 10–12 |

### الزوجي المختلط

#### الوصافة (2)
| السنة | البطولة           | الشريك        | المنافس                       | النتيجة       |
| 1895  | البطولة الأمريكية | مانتل فيلدينج | جولييت أتكينسون ادوين بي فيشر | 4–6, 8–6, 6–2 |
| 1896  | البطولة الأمريكية | مانتل فيلدينج | جولييت أتكينسون ادوين بي فيشر | 6–2, 6–3, 6–3 |